# Berger Keienvenn
Das Berger Keienvenn ist ein Naturschutzgebiet in der niedersächsischen Einheitsgemeinde Emsbüren im Landkreis Emsland.
Das Naturschutzgebiet mit dem Kennzeichen NSG WE 021 ist 5,93 Hektar groß. Es umfasst das gleichnamige FFH-Gebiet. Das Gebiet steht seit dem 1. Juli 2017 unter Naturschutz. Es ersetzt das zum 8. Juli 1939 ausgewiesene, 5,6 Hektar große Naturschutzgebiet „Kain-Fenn“. Zuständige untere Naturschutzbehörde ist der Landkreis Emsland.
Das Naturschutzgebiet liegt südwestlich von Emsbüren. Es stellt einen Heideweiher mit Verlandungsbereichen und einen ihn umgebenden Schilfgürtel sowie einen schmalen Uferstreifen unter Schutz. Im Heideweiher wächst Strandling. Weiterhin sind Froschkraut und Sumpf-Johanniskraut heimisch.